# Lăcașul zeilor muți
Lăcașul zeilor muți este un film românesc din 1991 regizat de Anita Gîrbea.